# リチャード・パーソンズ (初代ロス伯爵)
初代ロス伯爵リチャード・パーソンズ（英語: Richard Parsons, 1st Earl of Rosse、1741年6月26日没）は、アイルランド貴族、フリーメイソン。

## 生涯
初代ロス子爵リチャード・パーソンズと3人目の妻エリザベス・ハミルトン（Elizabeth Hamilton、ジョージ・ハミルトンの娘）の息子として、トゥイッケナムで生まれた。1703年1月30日に父が死去すると、ロス子爵の爵位を継承した。
1713年5月15日、オックスフォード大学クライスト・チャーチに入学した。
1714年6月25日、メアリー・ポーレット（Mary Powlett、1718年10月15日没、ウィリアム・ポーレットの娘）と結婚した。
- リチャード（1716年頃 – 1764年） - 第2代ロス伯爵
- エリザベス - 生涯未婚[3]

1718年6月16日、ロス伯爵に叙された。
1719年、フランシス・クラクストン（Frances Claxton、1763年5月以前没、トマス・クラクストンの娘）と再婚した。
フリーメイソンの一員として、アイルランド・グランドロッジのグランドマスターを務めた。
1741年6月26日にダブリンで死去、29日に同地で埋葬された。1人目の妻との間の息子リチャードが爵位を継承した。